# Allen Larue
Allen Larue (16 giugno 1981) è un calciatore seychellese, di ruolo difensore del Saint-Michel United.